# Стен Селандер
Стен Селандер (швед. Sten Selander, або швед. Nils Sten Edvard Selander; 1 липня 1891 — 8 квітня 1957) — шведський ботанік, професор біології рослин, газетяр і письменник.

## Біографія
Народився 1 липня 1891 року.
З 1951 року був професором біології рослин в Упсальському університеті. У 1953 році став членом Шведської академії. Як консервативний критик був відомим противником модернізму.
Помер 8 квітня 1957 року в Стокгольмі.

## Наукова діяльність
Стен Селандер спеціалізувався на папоротеподібних і насіннєвих рослинах.

## Публікації
- Vers och visor. 1916.
- Gryning. 1917.
- Branden på Tuna. 1918.
- Tystnadens torn och andra dikter. 1918.
- Vägen hem. 1920.
- Vår herres hage. 1923.
- Den unga lyriken. 1924.
- Prolog vid svenska Röda kors-veckan 1925. 1925.
- Staden och andra dikter. 1926.
- Djurgården — ramen kring sommarens stockholmsutställning. 1930.
- Européer, amerikaner och annat. 1930.
- En dag. 1931.
- Modernt. 1932.
- Bildning och utbildning. 1933.
- Kring sylarna. 1933.